# دانشگاه چپمن
دانشگاه چپمن یک دانشگاه خصوصی تحقیقاتی در اورنج، کالیفرنیا است. این دانشگاه شامل ده دانشکده و کالج از جمله دانشکده مهندسی فاولر، دانشکده فیلم و هنرهای رسانه‌ای دوج، دانشکده حقوق فاولر و کالج علم و فناوری اشمید است.  این دانشگاه اگرچه ادعا نمی‌کند که کالج مسیحی است، اما از زمان تأسیس دانشگاه با مریدان مسیح و از سال ۲۰۱۱ با کلیسای متحد مسیح ارتباط داشته است. 

## پیشینه

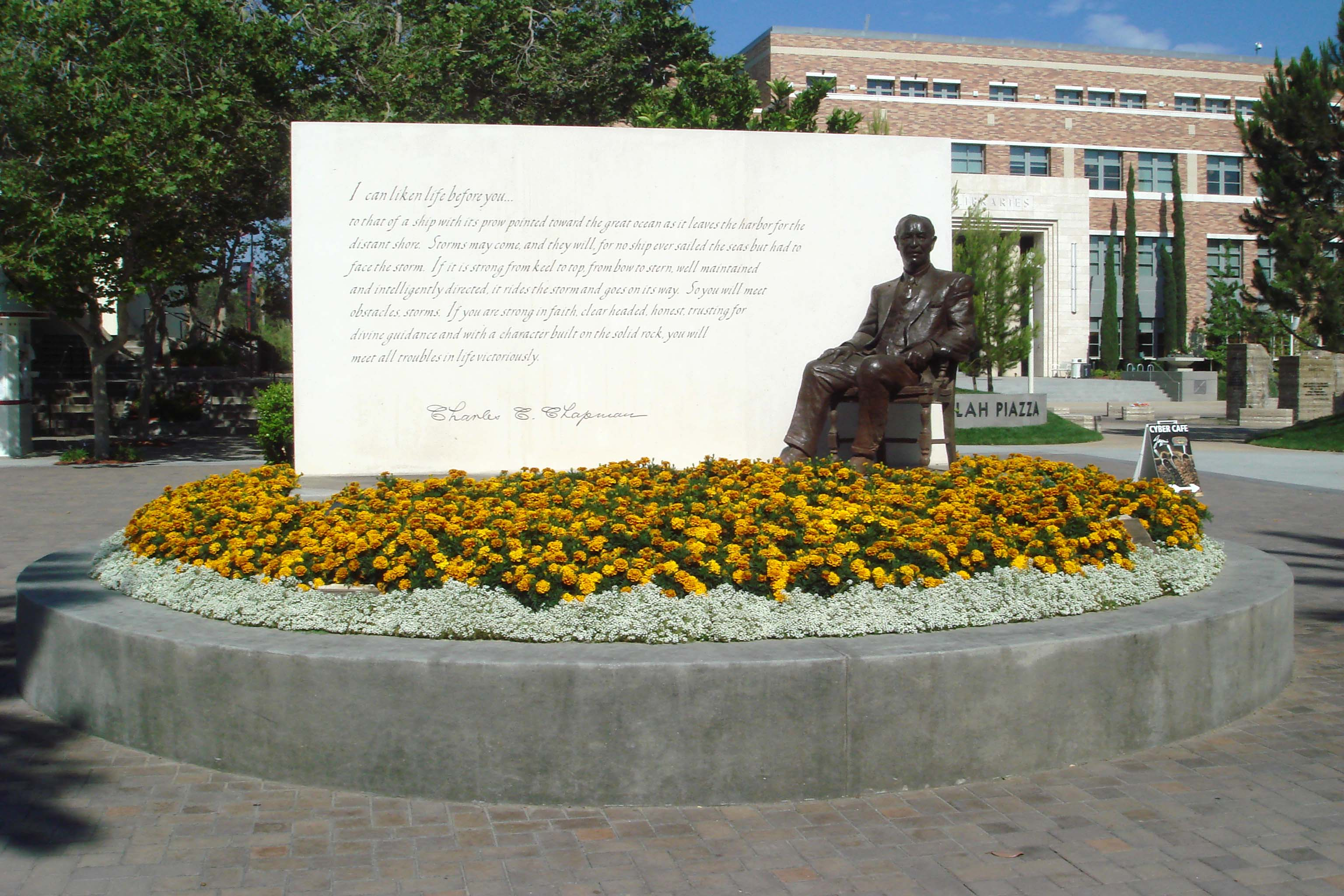
مجسمه‌ای از چارلز چاپمن، بنیانگذار دانشگاه، ساخته شده توسط ریموند پرسینگر

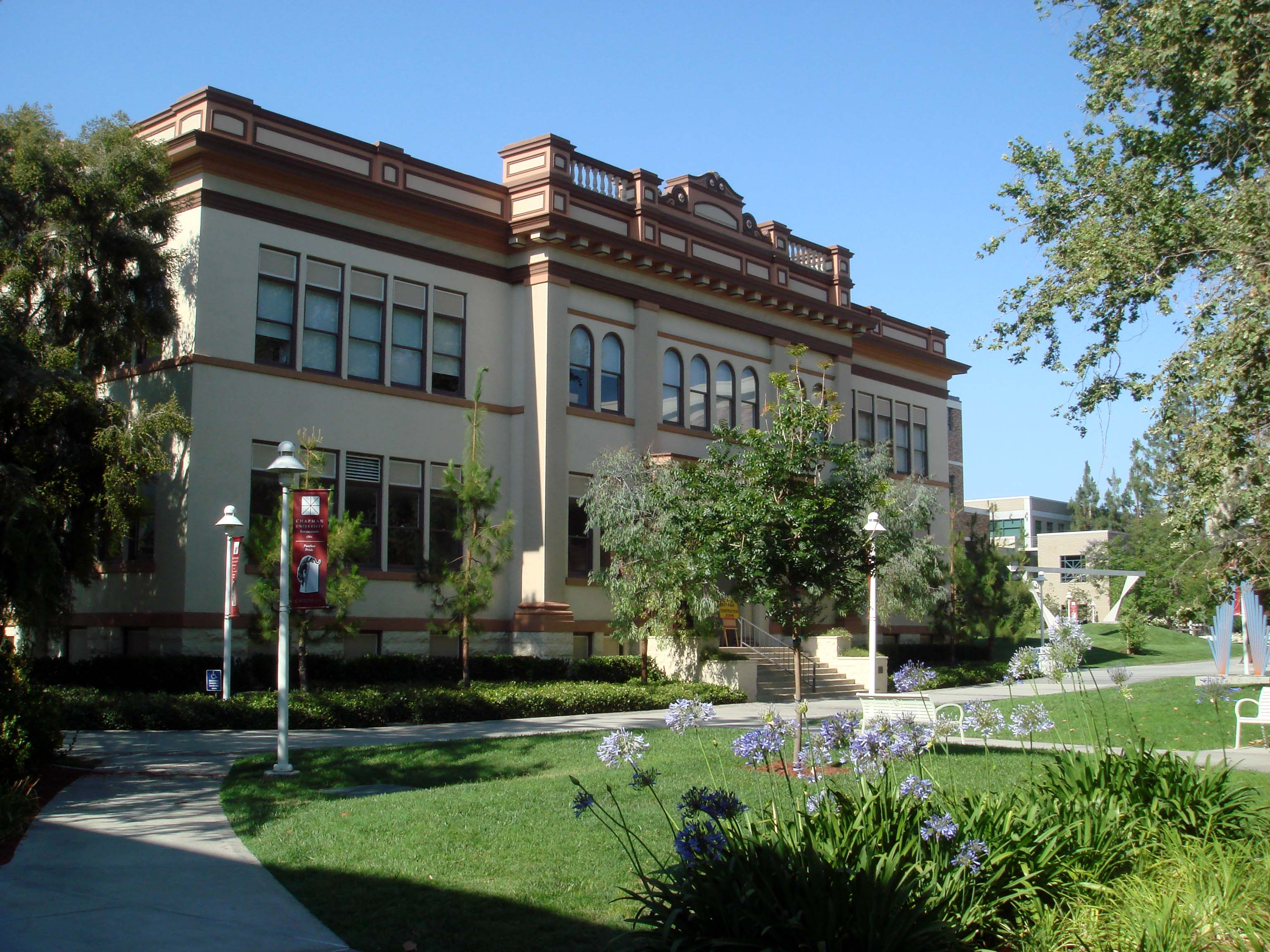
هال ویلکینسون

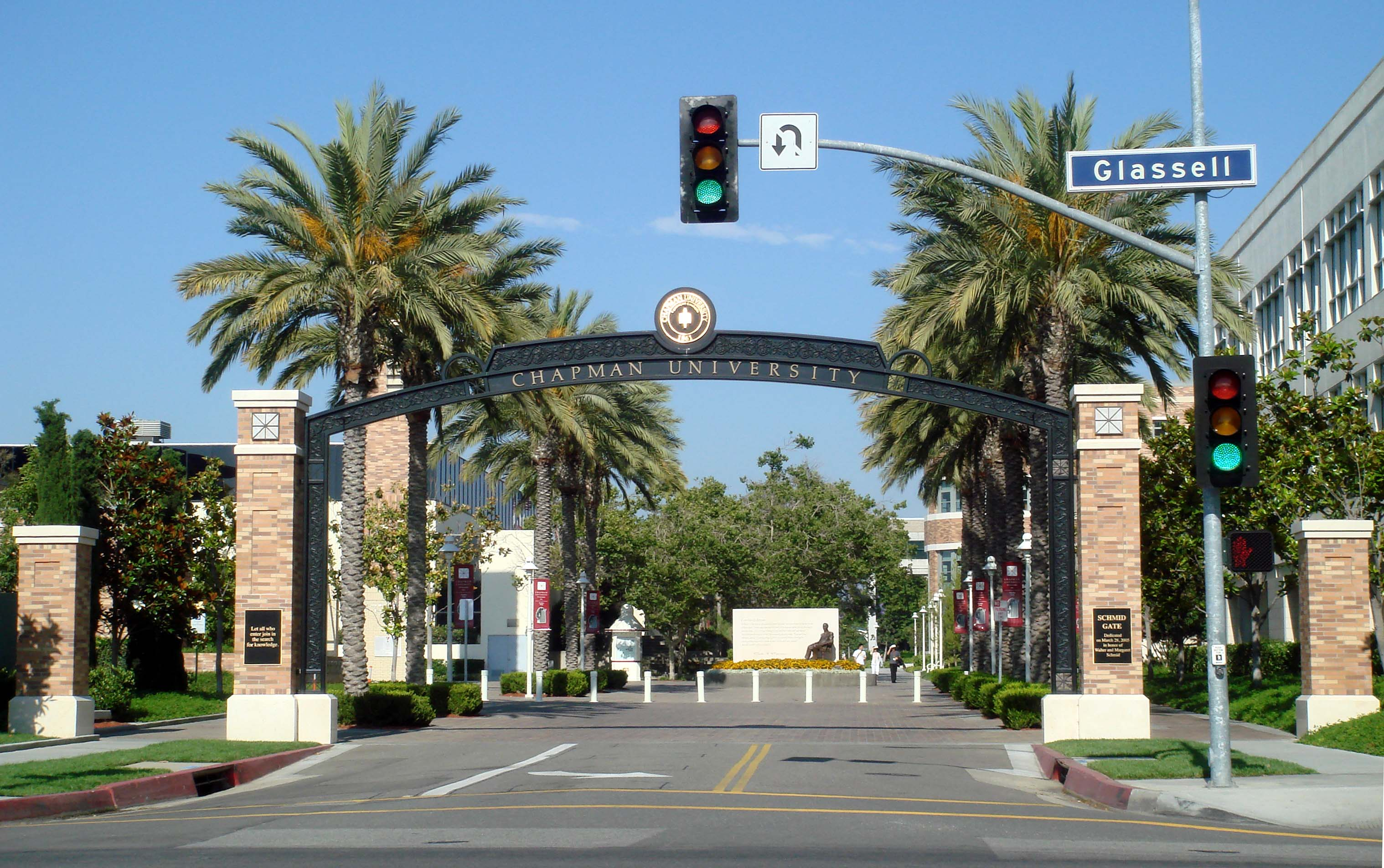
دروازه اشمید، ساخته شده در سال ۲۰۰۵

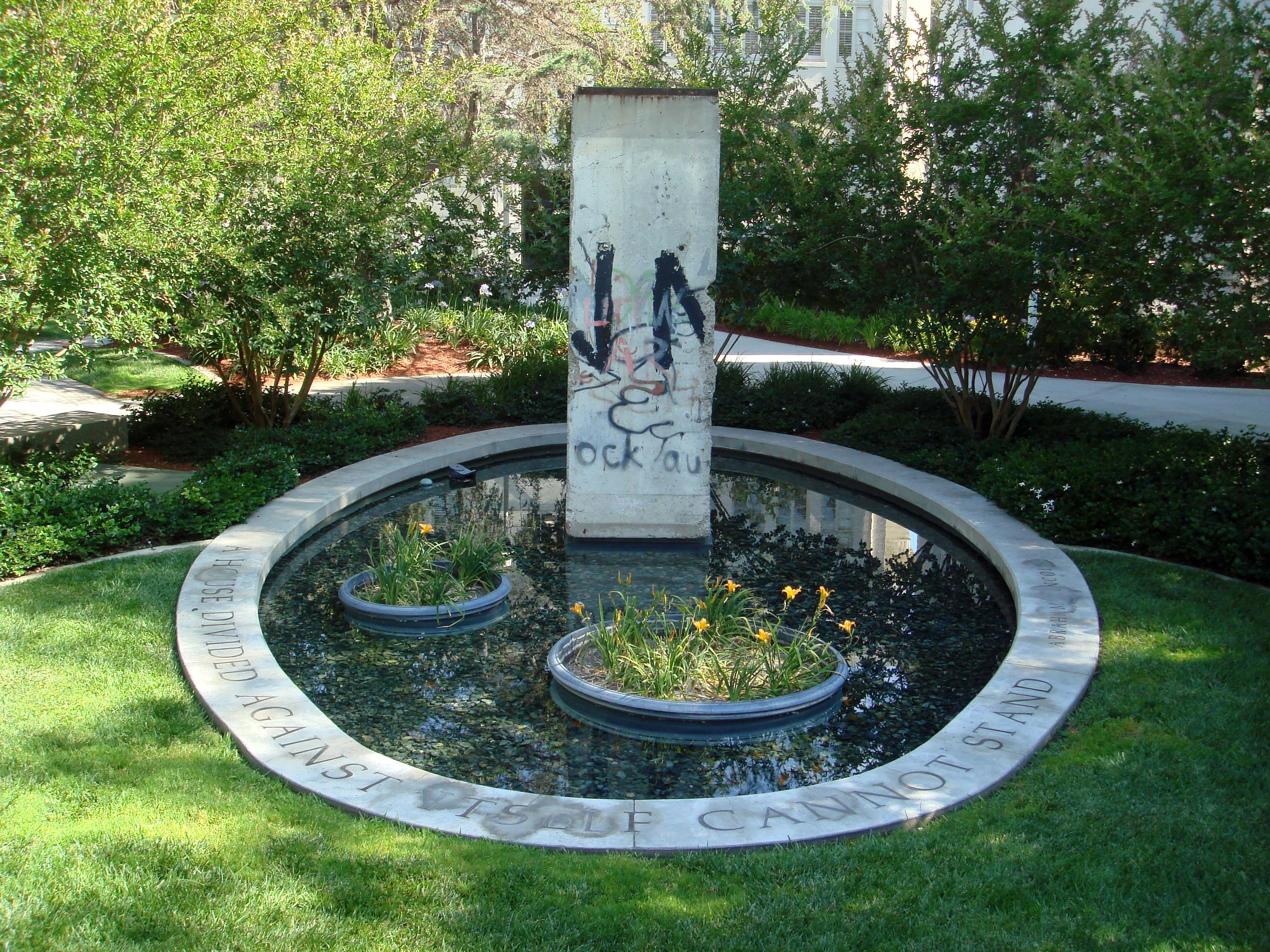
قسمتی از دیوار برلین در لیبرتی پلازا

این دانشگاه ابتدا در وودلند، کالیفرنیا، به عنوان کالج هسپرین تأسیس شد،  کلاس‌ها در ۴ مارس ۱۸۶۱ آغاز شدند. زمان افتتاح آن همزمان با اولین مراسم تحلیف آبراهام لینکلن بود.  کالج هسپرین فارغ از جنسیت و نژاد دانشجو پذیرفت. 
در سال ۱۹۳۴، نام این کالج به چپمن که نام رئیس هیئت امنا (و خیر اصلی) آن یعنی چارلز چاپمن بود، تغییر یافت. در سال ۱۹۵۴، به محوطه فعلی خود در شهر اورنج در محلی که قبلاً توسط دبیرستان اورنج استفاده شده بود، نقل مکان کرد. چاپمن در سال ۱۹۵۸ یک برنامه آموزش محل اقامت برای خدمت به پرسنل نظامی ایجاد کرد که بعداً به دانشگاه براندمن تبدیل شد. کالج چپمن در سال ۱۹۹۱ به دانشگاه چپمن تبدیل شد.  در آن سال، جیمز ال. دوتی رئیس دانشگاه چپمن شد.

## کالج‌ها و برنامه‌ها

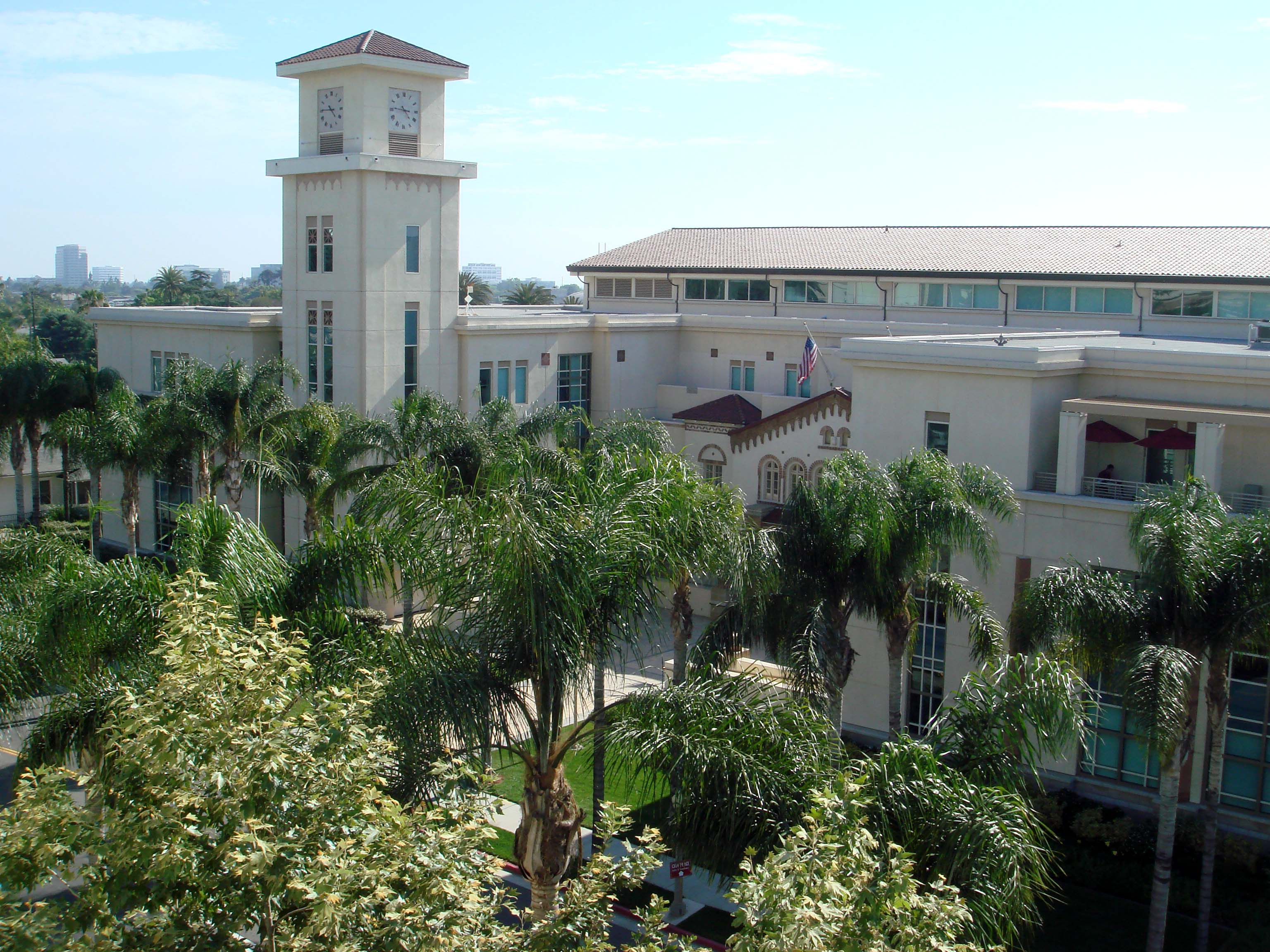
دونالد پی کندی هال، محل دانشکده حقوق دیل ای. فاولر

### دانشکده هنرهای فیلم و رسانه‌ی دانج
این دانشکده به عنوان یکی از ده مدرسه برتر سینمایی در جهان شناخته شده است و توسط هالیوود ریپورتر در بین مدارس فیلم آمریکا رتبه ۶ را کسب کرده است. 

### دانشکده مهندسی دیل‌ای و سارا آن فاولر
از زمان افتتاح در پاییز ۲۰۱۹، دانشگاه چاپمن رشد کرده و شامل برنامه های کارشناسی در علوم کامپیوتر، تجزیه و تحلیل داده‌ها ، مهندسی نرم‌افزار و برنامه نویسی توسعه بازی است. این دانشگاه در پاییز ۲۰۲۰ برنامه کارشناسی مهندسی کامپیوتر را آغاز کرد، مهندسی برق در پاییز ۲۰۲۱ و برنامه کارشناسی ارشد علوم کامپیوتر را در پاییز ۲۰۲۲ آغاز می‌کند. گسترش‌های آینده نیز، رشته‌های مهندسی زیست پزشکی و محیط زیست را هدف قرار می‌دهد.

### کالج علم و فناوری اشمید
کالج علم و فناوری اشمید دانشگاه چاپمن در سال ۲۰۰۸ هنگامی که برنامه‌های رشته‌های مرتبط با علم (که در دانشکده علوم انسانی و اجتماعی ویلکینسون واقع شده بود) به کالج جدید انتقال یافت، تاسیس شد. در سال ۲۰۱۴، کالج اشمید برای ایجاد کالج بهداشت و علوم رفتاری سازماندهی مجدد شد. در سال ۲۰۱۹، برنامه های کارشناسی علوم رایانه، تجزیه و تحلیل داده ها، مهندسی نرم افزار و برنامه نویسی توسعه بازی از کالج اشمید خارج شد تا دانشکده جدید مهندسی فاولر راه اندازی شود.
کالج اشمید علاوه بر برنامه‌های کارشناسی و کارشناسی ارشد، محل مراکز مختلف تحقیقاتی است. از جمله آنها می‌توان به مرکز برتری در محاسبات، جبر و توپولوژی (CECAT)، مرکز برتری در تجزیه و تحلیل پیچیده و فوق پیچیده (CECHA) و مرکز برتری در مدل سازی و مشاهدات سیستم‌های زمینی (CEESMO) اشاره کرد. کالج اشمید همچنین وابسته به موسسه مطالعات کوانتومی است که لیست فیزیکدانان آن شامل برنده جایزه نوبل ۲۰۱۳ و برنده مدال افتخار ریاست جمهوری ۲۰۱۰ است. 

### دانشکده داروسازی
دانشکده داروسازی دانشگاه چاپمن (CUSP) در پردیس رینکر در ایروین واقع شده است. مدارک داروسازی شامل دکتری داروسازی (.Pharm. D)، کارشناسی ارشد علوم دارویی (MSPS)، و دکتری (.Ph.D) در علوم دارویی می‌باشد.

### دانشکده ارتباطات
دانشکده ارتباطات از جدیدترین دانشکده‌های این دانشگاه است. این دانشکده در محوطه اصلی دانشگاه واقع شده است و در داخل سالن دوتی واقع شده است و در حال حاضر سه گرایش را برای انتخاب دانشجویان ارائه می‌دهد، از جمله: کارشناسی مطالعات ارتباطات، کارشناسی ارتباطات استراتژیک و شرکتی، و همچنین کارشناسی ارشد در بهداشت و ارتباطات استراتژیک. 

## رتبه‌بندی
در رتبه‌بندی بهترین دانشگاه‌های آمریکا در رتبه‌بندی نیویورک نیوز و ورلد ریپورت در سال ۲۰۲۰، این دانشگاه از دانشگاه‌های سطح کارشناسی ارشد در منطقه غرب به گروه دانشگاه‌های ملی منتقل شد و جایگاه آن در رتبه ۱۲۵ قرار گرفت. طبقه‌بندی مجدد به دلیل ارتقاء سطح چاپمن به رتبه R2 توسط طبقه بندی موسسات آموزش عالی کارنگی به رسمیت شناخته شدن از فعالیت تحقیقاتی بالای آن بود.